# Saint-Igny-de-Roche
Pour les articles homonymes, voir Saint-Igny.
 (février 2017).
- Si vous ne connaissez pas le sujet, laissez ce bandeau (vous pouvez alors contacter les auteurs).
- Si vous supprimez le contenu mis en cause (vous pouvez préalablement contacter les auteurs),

argumentez précisément cette suppression dans la page de discussion
(un manque de référence n'est pas un argument ; une recherche réelle de référence doit avoir été effectuée, être formellement documentée).
Saint-Igny-de-Roche est une commune française située dans le département de Saône-et-Loire, en région Bourgogne-Franche-Comté.

## Géographie
Saint-Igny-de-Roche est une commune de la marge méridionale du département de Saône-et-Loire dans l'arrondissement de Charolles. Elle faisait partie jusqu'à une date récente de l'ancien canton de Chauffailles et elle est englobée depuis la réforme 2013-2015 dans le nouveau canton éponyme, beaucoup plus vaste.
La commune de Saint-Igny se trouve séparée par 290 km seulement de la Méditerranée à vol d'oiseau. Son aire municipale couvre un peu moins de  8 km2.
Sa situation place Saint-Igny-de-Roche dans cette frange, qui le long des rivières Botoret et Sornin, de La Clayette à Charlieu, se trouve au contact de deux régions aux paysages ruraux bien différents, la montagne beaujolaise boisée d'une part  et les molles ondulations herbagères du Brionnais d'autre part.	
Sur le plan humain et économique elle appartient à la zone d'attraction de la ville de Roanne dont seuls 30 km la séparent et elle tourne ainsi le dos à son petit chef-lieu d'arrondissement Charolles et à Paray-le-Monial.

### Géologie et topographie
La géologie comme la topographie contribuent à inclure le territoire communal de Saint-Igny-de-Roche dans l'espace géographique des Monts du Beaujolais. Cependant, si par la nature des terrains, son appartenance au dit espace est flagrante puisque le socle cristallin affleure sur les 9/10 de sa surface, le relief en est moins révélateur : en effet, seuls les deux tiers de la commune présentent un relief réellement accidenté. Le granit forme le substrat de l'aire communale entière, recouvert d'alluvions récentes seulement dans le fond de la vallée de l'Aron et plus largement, au nord de la commune, sur la rive gauche du Botoret.
Une zone de relief plus élevé occupe essentiellement l'est de la commune, au nord-est de la vallée de l'Aron. Il s'agit du versant sud-est du Mont des Lards (567 m d'altitude, dont le sommet se trouve sur le territoire de Chauffailles). Dans le secteur du lieudit les Suires, à 521 m d'altitude, la cote culminante du territoire communal est atteinte. On rencontre un prolongement de cette partie accidentée au delà d'un petit vallon creusé par le ruisseau du Poirier ; c'est la colline qui domine l´étang de Cadolon et qui s'élève jusqu'à 504 mètres d'altitude. Enfin, à part, au sud-ouest de la boucle de l'Aron sur le flanc nord de l'interfluve séparant cette rivière du ruisseau le Pontbrenon, la colline de Vert Pré-les Pins, d'élévation plus modeste (448 m d'alt.), que Saint-Igny partage avec Coublanc, complète la zone bossue de la commune.
Les points les plus bas de la commune de Saint-Igny-de-Roche se rencontrent le long du Botoret (350 m) et de l'Aron (340 m) à l'endroit où, dans les deux cas, le cours d'eau quitte le territoire municipal. La vallée de l'Aron constituant un couloir assez étroit, la seule surface plane un peu ample, subhorizontale, s´étend au nord du bourg jusqu'au lit du Botoret.

### Cours d'eau
Les eaux courantes de la commune sont drainées par la rivière le Botoret, affluent de rive gauche du Sornin et sous-affluent de la Loire, qui ne fait que longer la commune au nord-ouest, et par son tributaire le ruisseau l'Aron qui accomplit une boucle à travers le sud-ouest du territoire municipal. Ces deux cours d'eau suivent une direction de l'est vers l'ouest, en conformité avec la pente générale de toute la région. C'est sur leur interfluve qui constitue une échine surbaissée que s'est installé le bourg de Saint-Ígny.

### Végétation
Avec 127 hectares de forêt, la commune de Saint-Igny-de-Roche affiche un taux de boisement de 16 % relativement modeste en regard de ce qui existe chez ses immédiates voisines orientales, telles Belmont-de-la-Loire (47 %) et Écoche (51 %) plus engagées dans la montagne beaujolaise. Les hectares boisés se rencontrent naturellement sur les hauteurs sud-orientales (au-dessus de Cadolon) et sud-occidentales de la commune (bois de Vert Pré).

### Hameaux, écarts et lieux-dits
Saint-Igny-de-Roche appartient à une région de demi-bocage où la dispersion de l'habitat est la règle. Dans cette configuration le bourg ne groupe toujours qu'une part restreinte des habitants le reste se dispersant entre de nombreux écarts répartis sur toute l'aire municipale puisque le relief n'est pas assez accidenté pour avoir jamais fait quelque part obstacle au peuplement. Une vingtaine d'écarts habités se partagent donc la répartition  de la population de cette commune.
Les plus importants sont des hameaux constitués : Arfeuilles et les Tronchères dans la partie Nord du territoire communal, les Pins, les Traives, vers Roche et Cadolon dans la partie Sud.
L'habitat est par ailleurs dispersé en multiples lieudits ne rassemblant que quelques maisons le plus souvent assez espacées. Dans la partie la plus élevée de la commune se trouvent, à l'est du ruisseau l'Aron, les Combes, les Lards, le Montet, les Chènerailles, les Louites, les Suires, les Thomachots, enfin  les Pins à l'ouest de l'Aron.
Plus bas, dans la vallée de l'Aron on rencontre les Crozes au nom révélateur (terme  dialectal pour « les creux »), le Poirier, les Dés, Mont Selaige ; dans le secteur du Botoret on rencontre le Pas, Terres de l'Étang, Bois de Vessien, les Bruyères, la Bergerolle, Terre Dessous, Berland, la Garenne, aux Godins.
Certains noms de lieux s'appliquent en fait à de véritables faubourgs ou quartiers du bourg sans solution de continuité avec l'agglomération centrale, tels les Verchères et les Saignes.
Enfin, certaines dénominations s'attachent à des secteurs inhabités aux noms souvent pittoresques comme Paquier des Bourbes, Terre de Malgotte ou les Prends-Sous…

### Transport
Saint-Igny-de-Roche est facilement reliée à son environnement régional grâce à une route passante, la départementale 83, qui relie Chaufailles, le très proche chef-lieu de canton, distant d'à peine 4 km, à Charlieu dans le département de la Loire distant de 12 km seulement. Cette voie  traverse le nord de la commune sur environ 2 km en un tracé pratiquement rectiligne. Au sud du territoire communal une route plus sinueuse et moins fréquentée, la D 81, longe la rive droite de l'Aron dans sa vallée moyenne sur un peu moins d'un kilomètre sur le territoire de la commune ; elle met en relation deux localités du département de la Loire, Belmont-de-la-Loire et Charlieu.
Un petit axe routier perpendiculaire aux deux voies précédemment mentionnées parcourt le territoire de Saint-Igny ; il est constitué par la route départementale 201 qui se greffe sur le D 81 à Cadolon, traverse le bourg de la commune, rencontre la D 83 et se prolonge en direction de Tancon, à 3 km de là, par la  D 383. De ce fait se trouve constitué, sur l'interfluve entre Botoret et Aron, à la sortie nord-ouest du bourg, un petit carrefour routier à partir duquel sont accessibles les cinq communes voisines de Saint-Igny.
Une ligne régulière d'autocar reliant Chauffailles à Roanne dessert quotidiennement le secteur Saint-Igny-de-Roche - Coublanc avec un arrêt à Cadolon. Un autre élément contribuant à désenclaver la commune est représenté par la proximité de la gare ferroviaire de Chauffailles, située à 5 km seulement du bourg de Saint-Igny-de-Roche, sur la ligne Lyon-Paray-le-Monial. D'autre part, 30 km seulement séparent la commune de la gare de Roanne sur la ligne plus essentielle de Lyon à Paris.

## Économie
L'agriculture reste dans cette localité rurale une activité économique relativement importante. 12 exploitations se partagent les 559 hectares de la SAU (surface agricole utile) celle-ci représentant 70 % de la surface totale de la commune. La taille moyenne d'une exploitation est donc ici de 46 ha. Comme dans le reste du nord-est roannais à dominante herbagère prairies et prés forment l'essentiel de la mise en valeur des terres, soit 75 %, éclipsant complètement les labours.
Le secteur d'activité dit secondaire, industrie et artisanat, occupe une part notable de la population ; l'industrie est représentée aux Traives par une fabrique de moules plastiques, aux Tronchères-les Saignes et à Cadolon par de la mécano-soudure, par de la construction de matériels pour le bâtiment aux Seignes.
Le travail du bois fait vivre une menuiserie industrielle aux Traives et une scierie à Cadolon. C'est aussi à l'extérieur du bourg que l'artisanat de production est surtout représenté ; celui du bâtiment comprend dune entreprise de maçonnerie à la Bergerolle, de plomberie-chauffagisme à Mont Selaige et une autre de plomberie et carrelage aux Crozes, de charpente-couverture au Bois de Vessien, de serrurerie-métallerie aux Traives.
Le même secteur d'activité comprend une entreprise de terrassement et de construction aux Pins ; secteur complété par un exploitant forestier aux Traives, un paysagiste à Vert Pré, un entrepreneur de travaux agricoles et d'abattage à la Bergerolle. S'ajoutent un ferrailleur et un réparateur de motocycles à Cadolon. Une entreprise de boulangerie dont la production se vend sur les marchés de la région à son siège aux Pins. L'artisanat d'art est illustré par une poterie située aux Verchères.
En revanche, le commerce de proximité occupe à Saint-Igny-de-Roche une place relativement restreinte comme il est courant de nos jours dans les zones rurales. Ce commerce est concurrencé par les magasins à grande surface qui ne se trouvent jamais très loin... Il est tout de même représenté encore par un café-alimentation au bourg tandis qu'un important commerce de meuble a son hall d'exposition le long de la route départementale 83.

### Climat
Pour des articles plus généraux, voir Climat de la Bourgogne-Franche-Comté et Climat de Saône-et-Loire.
En 2010, le climat de la commune est de type climat océanique dégradé des plaines du Centre et du Nord, selon une étude du Centre national de la recherche scientifique s'appuyant sur une série de données couvrant la période 1971-2000. En 2020, Météo-France publie une typologie des climats de la France métropolitaine dans laquelle la commune est exposée à un climat de montagne ou de marges de montagne et est dans la région climatique Centre et contreforts nord du Massif Central, caractérisée par un air sec en été et un bon ensoleillement.
Pour la période 1971-2000, la température annuelle moyenne est de 10,8 °C, avec une amplitude thermique annuelle de 16,2 °C. Le cumul annuel moyen de précipitations est de 918 mm, avec 11,7 jours de précipitations en janvier et 7,9 jours en juillet. Pour la période 1991-2020, la température moyenne annuelle observée sur la station météorologique de Météo-France la plus proche, « Charlieu », sur la commune de Charlieu à 10 km à vol d'oiseau, est de 11,6 °C et le cumul annuel moyen de précipitations est de 769,3 mm. 
La température maximale relevée sur cette station est de 41 °C, atteinte le 24 juillet 2019 ; la température minimale est de −16 °C, atteinte le 13 janvier 2003,,.
Les paramètres climatiques de la commune ont été estimés pour le milieu du siècle (2041-2070) selon différents scénarios d'émission de gaz à effet de serre à partir des nouvelles projections climatiques de référence DRIAS-2020. Ils sont consultables sur un site dédié publié par Météo-France en novembre 2022.

## Urbanisme

### Typologie
Au 1er janvier 2024, Saint-Igny-de-Roche est catégorisée commune rurale à habitat dispersé, selon la nouvelle grille communale de densité à sept niveaux définie par l'Insee en 2022.
Elle appartient à l'unité urbaine de Chauffailles, une agglomération inter-régionale regroupant cinq  communes, dont elle est une commune de la banlieue,,. Par ailleurs la commune fait partie de l'aire d'attraction de Chauffailles, dont elle est une commune de la couronne,. Cette aire, qui regroupe 9 communes, est catégorisée dans les aires de moins de 50 000 habitants,.

### Occupation des sols
L'occupation des sols de la commune, telle qu'elle ressort de la base de données européenne d’occupation biophysique des sols Corine Land Cover (CLC), est marquée par l'importance des territoires agricoles (74,2 % en 2018), en diminution par rapport à 1990 (75,8 %). La répartition détaillée en 2018 est la suivante : prairies (50,9 %), zones agricoles hétérogènes (23,3 %), forêts (18 %), zones urbanisées (7,9 %). L'évolution de l’occupation des sols de la commune et de ses infrastructures peut être observée sur les différentes représentations cartographiques du territoire : la carte de Cassini (XVIIIe siècle), la carte d'état-major (1820-1866) et les cartes ou photos aériennes de l'IGN pour la période actuelle (1950 à aujourd'hui).

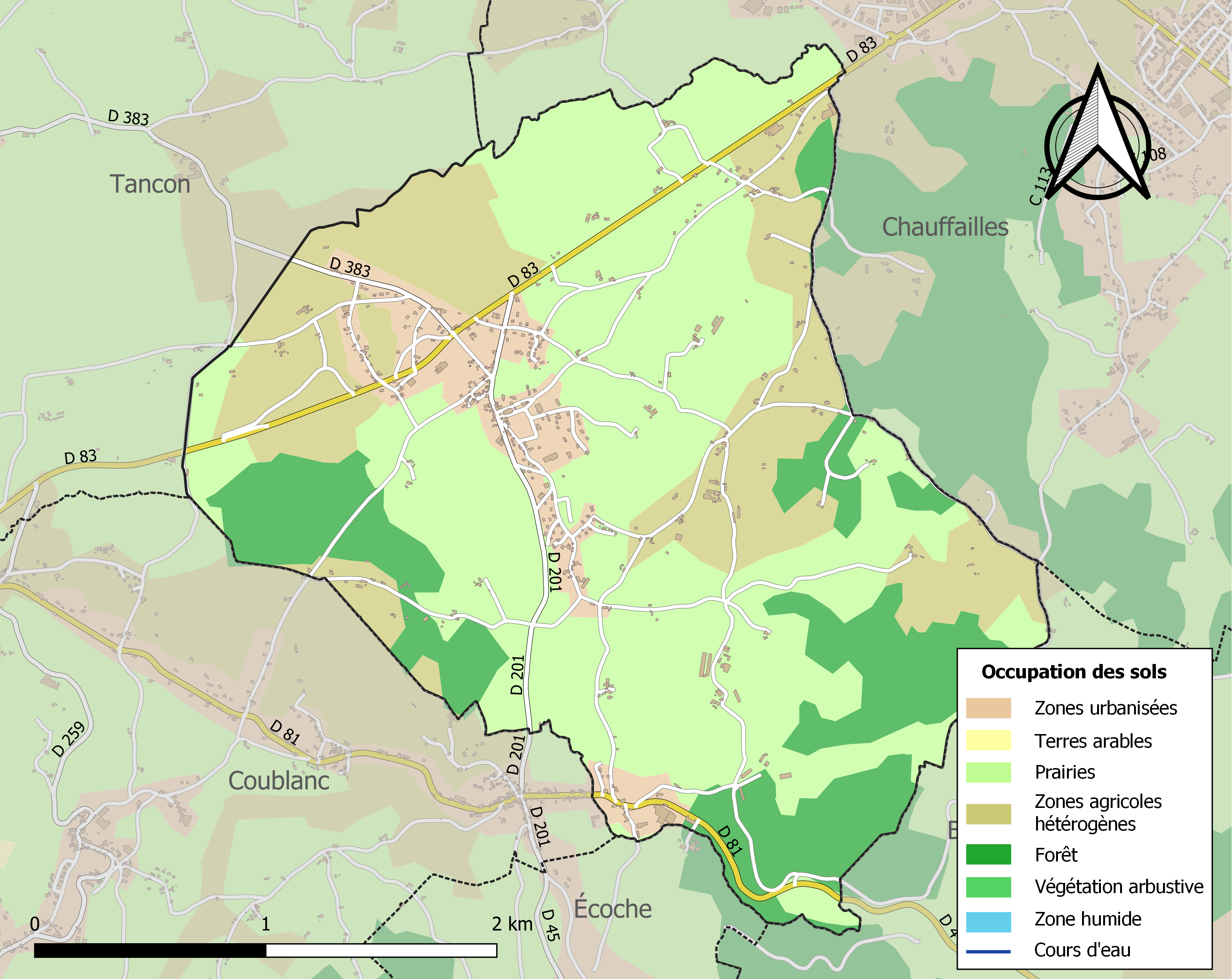
Carte des infrastructures et de l'occupation des sols de la commune en 2018 (CLC).

## Histoire
1793 : Saint-Igny-de-Roche, dans le contexte révolutionnaire, change de nom et devient Igny-Deroche.

## Politique et administration
| Période                                  | Période   | Identité        | Étiquette | Qualité |
| ---------------------------------------- | --------- | --------------- | --------- | ------- |
| mars 1977                                | mars 2014 | Maurice Boucaud |           |         |
| mars 2014                                | en cours  | Pascal Labrosse |           |         |
| Les données manquantes sont à compléter. |           |                 |           |         |

## Démographie
L'évolution du nombre d'habitants est connue à travers les recensements de la population effectués dans la commune depuis 1793. Pour les communes de moins de 10 000 habitants, une enquête de recensement portant sur toute la population est réalisée tous les cinq ans, les populations de référence des années intermédiaires étant quant à elles estimées par interpolation ou extrapolation. Pour la commune, le premier recensement exhaustif entrant dans le cadre du nouveau dispositif a été réalisé en 2005.

En 2022, la commune comptait 776 habitants, en évolution de +2,51 % par rapport à 2016 (Saône-et-Loire : −1,06 %, France hors Mayotte : +2,11 %).
| 1793 | 1800 | 1806 | 1821 | 1831 | 1836 | 1841 | 1846  | 1851  |
| ---- | ---- | ---- | ---- | ---- | ---- | ---- | ----- | ----- |
| 557  | 333  | 612  | 618  | 672  | 810  | 993  | 1 079 | 1 114 |

| 1856  | 1861  | 1866  | 1872  | 1876  | 1881  | 1886  | 1891  | 1896  |
| ----- | ----- | ----- | ----- | ----- | ----- | ----- | ----- | ----- |
| 1 045 | 1 094 | 1 093 | 1 214 | 1 221 | 1 188 | 1 110 | 1 044 | 1 029 |

| 1901 | 1906 | 1911 | 1921 | 1926 | 1931 | 1936 | 1946 | 1954 |
| ---- | ---- | ---- | ---- | ---- | ---- | ---- | ---- | ---- |
| 979  | 940  | 810  | 721  | 764  | 698  | 675  | 555  | 656  |

| 1962 | 1968 | 1975 | 1982 | 1990 | 1999 | 2005 | 2006 | 2010 |
| ---- | ---- | ---- | ---- | ---- | ---- | ---- | ---- | ---- |
| 567  | 534  | 528  | 509  | 559  | 578  | 620  | 630  | 730  |

| 2015 | 2020 | 2022 | - | - | - | - | - | - |
| ---- | ---- | ---- | - | - | - | - | - | - |
| 752  | 763  | 776  | - | - | - | - | - | - |

L'évolution de la démographie à Saint-Igny-de-Roche se confond, dans ses grandes lignes mais avec des nuances qui lui sont propres, avec celle de bien des communes rurales françaises. Saint-Igny a connu en effet consécutivement dans ce domaine un siècle d'essor culminant vers 1876, époque où le nombre d'habitants s'élevait à 1 221, et ensuite un siècle de déclin de sa population. Or, il se  trouve que cet essor initial avait été plus marqué et le déclin qui a suivi moins accentué que dans certaines communautés humaines relevant du rural plus profond (on peut se référer à titre d'exemple à Jarnosse, non loin de là dans la Loire).
Effet de l'exode rural lui-même lié à la révolution industrielle (et aussi de la saignée représentée par la Première Guerre mondiale) le nombre d'habitants était en effet tombé à peine plus de 500 en 1982, soit une diminution certes de plus de 50 % mais largement plus modérée que celle qu'ont connue certaines de ses voisines (où la perte fut souvent égale aux trois quarts). D'autre part et encore le redressement qui s'est produit plus récemment, au cours des trente dernières années, a donné lieu à Saint-Igny à un accroissement - 35 % - plus fort que dans bien d'autres communes portant la population à 748 personnes, rythme qu'on pourrait lui envier dans les alentours (moins de 20 % à Coublanc en près de 40 ans, entre 1968 et 2006, suivi d'ailleurs d'un tassement de la courbe).
Cette dernière particularité trouve notamment son explication dans la proximité existant entre Saint-Igny et la petite ville voisine et chef-lieu de canton, Chauffailles : Dans les cas semblables un transfert de population se produit de nos jours entre la petite agglomération urbaine, dont la population ne s'accroît pas voire décline, et un de ses satellites dont la population augmente, Saint-Igny jouant ici ce rôle. On peut se référer à des cas similaires dans la région tels les rapports existant entre La Clayette et Baudemont, Charlieu et Chandon, Cours-la-Ville et Le Cergne, Thizy et Combre...

## Lieux et monuments
- Église de l'Assomption-de-la-Vierge, construite à partir de 1897 dans un style néo-gothique.

## Personnalités liées à la commune
- Louis-Barthélémy Denis de Rivoyre (1837-1907), explorateur.

## Pour approfondir